# You & Mi 鄭秀文世界巡迴演唱會
You & Mi 鄭秀文世界巡迴演唱會香港站，是香港女歌手鄭秀文第十一次於紅館舉行的個人售票演唱會，主辦機構為寰亞娛樂有限公司、東亞娛樂有限公司，由AXA 安盛主題贊助。
是次演唱會定於2024年7月12日在香港開跑，舉行十三場。2025年5月，演唱會於澳門舉行。

## 簡介
You & Mi 鄭秀文世界巡迴演唱會香港站是香港女歌手鄭秀文第十一次於紅磡香港體育館舉行的個人演唱會，主題曲為《致我們的夢想》。演唱會首站於香港舉行，原定日期為 2023年7月14－16、18－19、21－23、25－26、28－30日（共十三場），因演出者受2019新型冠狀病毒後遺症影響而延期，延期補場場次日期為2024年7月12－14、16－17、19－21、23－24、26－28日（共十三場）。是次演唱會的影音產品錄影日期為2024年7月14、21及28日。錄像產品內容詳見下方。

### 開場時間
香港站
2024年7月12－14、16－17、19－21、23－24、26－28日 晚上8:15
澳門站
2025年5月9、10、16、17、24日 晚上8:00 

2025年5月11、18、25日 晚上7:00

## 發售

### 香港站
演唱會票價分別為港幣$1080、$680和$380。
演唱會第一至第八場於2023年5月8日至10日作東亞銀行信用卡優先預訂，首日預訂即日爆滿。 演唱會所有場次於2023年5月18日在城市售票網公開發售，並設有以下限制：不設售票處及自助售票機售票，只設網上、流動應用程式及電話訂購，並實施「延後取票」，公開發售首日限購最多4張門票，所有門票於發售當日三小時內全數售罄。

### 澳門站
演唱會票價分別為港幣/澳門幣$1488、$988和$688。

## 巡演地點
| 日期          | 城市 | 國家/地區 | 場地           | 固定嘉賓                                                                          | 嘉賓      | 附註 |
| ------------- | ---- | --------- | -------------- | --------------------------------------------------------------------------------- | --------- | ---- |
| Leg 1 - 亞洲  |      |           |                |                                                                                   |           |      |
| 2024年7月12日 | 香港 | 香港      | 紅磡香港體育館 | JB、 豬文@好青年荼毒室、 白水@好青年荼毒室、 Matt Force、 廿四味、 KALAI、 許志安 | Serrini   |      |
| 2024年7月13日 | 香港 | 香港      | 紅磡香港體育館 | JB、 豬文@好青年荼毒室、 白水@好青年荼毒室、 Matt Force、 廿四味、 KALAI、 許志安 | 林家謙    |      |
| 2024年7月14日 | 香港 | 香港      | 紅磡香港體育館 | JB、 豬文@好青年荼毒室、 白水@好青年荼毒室、 Matt Force、 廿四味、 KALAI、 許志安 | 張敬軒    |      |
| 2024年7月16日 | 香港 | 香港      | 紅磡香港體育館 | JB、 豬文@好青年荼毒室、 白水@好青年荼毒室、 Matt Force、 廿四味、 KALAI、 許志安 | 陳凱詠    |      |
| 2024年7月17日 | 香港 | 香港      | 紅磡香港體育館 | JB、 豬文@好青年荼毒室、 白水@好青年荼毒室、 Matt Force、 廿四味、 KALAI、 許志安 | 謝雅兒    |      |
| 2024年7月19日 | 香港 | 香港      | 紅磡香港體育館 | JB、 豬文@好青年荼毒室、 白水@好青年荼毒室、 Matt Force、 廿四味、 KALAI、 許志安 | 鄧麗欣    |      |
| 2024年7月20日 | 香港 | 香港      | 紅磡香港體育館 | JB、 豬文@好青年荼毒室、 白水@好青年荼毒室、 Matt Force、 廿四味、 KALAI、 許志安 | COLLAR    |      |
| 2024年7月21日 | 香港 | 香港      | 紅磡香港體育館 | JB、 豬文@好青年荼毒室、 白水@好青年荼毒室、 Matt Force、 廿四味、 KALAI、 許志安 | 周殷廷    |      |
| 2024年7月23日 | 香港 | 香港      | 紅磡香港體育館 | JB、 豬文@好青年荼毒室、 白水@好青年荼毒室、 Matt Force、 廿四味、 KALAI、 許志安 | 林峯      |      |
| 2024年7月24日 | 香港 | 香港      | 紅磡香港體育館 | JB、 豬文@好青年荼毒室、 白水@好青年荼毒室、 Matt Force、 廿四味、 KALAI、 許志安 | 柳應廷    |      |
| 2024年7月26日 | 香港 | 香港      | 紅磡香港體育館 | JB、 豬文@好青年荼毒室、 白水@好青年荼毒室、 Matt Force、 廿四味、 KALAI、 許志安 | Dear Jane |      |
| 2024年7月27日 | 香港 | 香港      | 紅磡香港體育館 | JB、 豬文@好青年荼毒室、 白水@好青年荼毒室、 Matt Force、 廿四味、 KALAI、 許志安 | 岑寧兒    |      |
| 2024年7月28日 | 香港 | 香港      | 紅磡香港體育館 | JB、 豬文@好青年荼毒室、 白水@好青年荼毒室、 Matt Force、 廿四味、 KALAI、 許志安 | 魏浚笙    |      |
| 2025年5月9日  | 澳門 | 澳門      | 威尼斯人綜藝館 | 鍾舒漫、 鍾舒淇、 MC仁、 Matt Force、 廿四味、 KALAI、 許志安                     | 胡定欣    |      |
| 2025年5月10日 | 澳門 | 澳門      | 威尼斯人綜藝館 | 鍾舒漫、 鍾舒淇、 MC仁、 Matt Force、 廿四味、 KALAI、 許志安                     | 林明禎    |      |
| 2025年5月11日 | 澳門 | 澳門      | 威尼斯人綜藝館 | 鍾舒漫、 鍾舒淇、 MC仁、 Matt Force、 廿四味、 KALAI、 許志安                     | 林愷鈴    |      |
| 2025年5月16日 | 澳門 | 澳門      | 威尼斯人綜藝館 | 鍾舒漫、 鍾舒淇、 MC仁、 Matt Force、 廿四味、 KALAI、 許志安                     | 洪嘉豪    |      |
| 2025年5月17日 | 澳門 | 澳門      | 威尼斯人綜藝館 | 鍾舒漫、 鍾舒淇、 MC仁、 Matt Force、 廿四味、 KALAI、 許志安                     | 王丹妮    |      |
| 2025年5月18日 | 澳門 | 澳門      | 威尼斯人綜藝館 | 鍾舒漫、 鍾舒淇、 MC仁、 Matt Force、 廿四味、 KALAI、 許志安                     | 吳雨霏    |      |
| 2025年5月24日 | 澳門 | 澳門      | 威尼斯人綜藝館 | 鍾舒漫、 鍾舒淇、 MC仁、 Matt Force、 廿四味、 KALAI、 許志安                     | 衛蘭      |      |
| 2025年5月25日 | 澳門 | 澳門      | 威尼斯人綜藝館 | 鍾舒漫、 鍾舒淇、 MC仁、 Matt Force、 廿四味、 KALAI、 許志安                     | 林保怡    |      |

## 表演曲目

### 香港站
以下列表僅代表2024年7月12日表演曲目，具體曲目在其他各場次可能出现變化，詳情請參閱備注。

| Part 1 1. 朝聖 2. 發熱發亮 3. 我們的主題曲 Part 2 1. 禁果花 2. 同年同月同日生 3. 心魔 Part 3 1. Bang Bang (My Baby Shot Me Down) 2. 小心女人 3. 一夜成名 Part 4 過場影片（鄭秀文＋林保怡） 1. 哭泣遊戲 2. 上一次流淚 3. 如何掉眼淚 4. 嘉賓合唱環節 5. 嘉賓獨唱環節 Part 5 1. 愛是… （與廿四味、JB合唱） 2. 愛是…2.0 （featuring 豬文@好青年荼毒室、白水@好青年荼毒室、Matt Force） 3. 罪與罰（與JB、豬文@好青年荼毒室、白水@好青年荼毒室、Matt Force、廿四味合唱） Rappers Performace (JB、豬文@好青年荼毒室、白水@好青年荼毒室、Matt Force、廿四味) Part 6 1. 加爾各答的天使-德蘭修女 2. Creo en Mi 3. 致我們的夢想 （尾場 featuring 魏浚笙，其餘場次以VCR代替） 4. 信者得愛 （featuring KALAI） | Part 7 過場影片（第41屆香港電影金像獎最佳女主角奪獎片段＋電影片段混集） 1. 不拖不欠 2. 最後一次 / 為何又是這樣錯 3. Medley: 感情線上 / 終身美麗 / 玻璃鞋 / 回來我身邊 / 如果你有事 4. 長恨歌 / Do Re Mi 1 5. 我這樣活了一天 6. 萬物有時 7. 世紀末煙花 （許志安鋼琴伴奏、合唱） 8. 交換溫柔 安可 1. 盲盒（替換曲目） 2 2. 記認（替換曲目） 3 3. 我們都是這樣長大的4 |

嘉賓環節：
- 7月12日：鄭秀文與Serrini合唱《煞科(Jazz Version)》；Serrini獨唱《月色魔美》
- 7月13日：鄭秀文與林家謙合唱《親密關係》；林家謙獨唱《衝動點唱》
- 7月14日：鄭秀文與張敬軒合唱《笑忘書》；張敬軒獨唱《隱形遊樂場》
- 7月16日：鄭秀文與陳凱詠合唱《煞科》；陳凱詠獨唱《百妖夜行的修行》
- 7月17日：鄭秀文與謝雅兒合唱《默契》；謝雅兒獨唱《填詞魂》
- 7月19日：鄭秀文與鄧麗欣合唱《親密關係》；鄧麗欣獨唱《不要離我太遠》
- 7月20日：鄭秀文與COLLAR合唱《煞科》；COLLAR獨唱《idc》
- 7月21日：鄭秀文與周殷廷合唱《不要驚動愛情》；周殷廷獨唱《三生有幸》
- 7月23日：鄭秀文與林峯合唱《愛在記憶中找你》；林峯獨唱《愛不疚》
- 7月24日：鄭秀文與柳應廷合唱《不要驚動愛情》；柳應廷獨唱《約齊靈魂在墳墓開生日派對》
- 7月26日：鄭秀文與Dear Jane合唱《煞科(Rock Version)》；Dear Jane獨唱《到底發生過什麼事》
- 7月27日：鄭秀文與岑寧兒合唱《追光者》；岑寧兒獨唱《快樂不快樂》
- 7月28日：鄭秀文與魏浚笙合唱《不要驚動愛情》；魏浚笙獨唱《失約巴黎》

備註：
- 7月13、16、17、19、20、21、23、24、26、27、28日：
  - 3《記認》改為《如果我們不再見》
- 7月16日：
  - 2《盲盒》後與任賢齊合唱《浪花一朵朵》
- 7月17日：
  - 1 沒有演唱《Do Re Mi》
  - 2《盲盒》改為《不要驚動愛情》
- 7月19、20、26、27日：
  - 4《我們都是這樣長大的》前加唱《不要驚動愛情》
- 7月28日：
  - 2《盲盒》改為《熱愛島》
  - 4《我們都是這樣長大的》前加唱《千年如一日》
  - 加唱第二安可《捨不得你》
  - 加唱第三安可《唯獨你是不可取替》、《衝動點唱》

### 澳門站
以下列表僅代表2025年5月9日表演曲目，具體曲目在其他各場次可能出现變化，詳情請參閱備注。

| Part 1 1. 朝聖 2. 發熱發亮 3. 我們的主題曲（替換曲目） 1 Part 2 1. 禁果花 2. 唉聲歎氣 3. 心魔 Part 3 1. Bang Bang (My Baby Shot Me Down) 2. 兒童不宜（featuring 鍾舒漫、鍾舒淇） 3. 表演時間（featuring 鍾舒漫、鍾舒淇） Part 4 過場影片（鄭秀文＋林保怡） 1. 哭泣遊戲 2. 上一次流淚 3. 如何掉眼淚 4. 嘉賓合唱環節 5. 嘉賓獨唱環節 Part 5 1. 愛是… （featuring MC仁） 5 2. 愛是…2.0 （featuring Matt Force） 3. 罪與罰（與Matt Force、廿四味合唱） Rappers Performace (MC仁、Matt Force、廿四味) 6 Part 6 1. 萨拉熱窝的羅密歐與茱麗葉 2. Creo en Mi 3. 信者得愛 （featuring KALAI） | Part 7 過場影片（第41屆香港電影金像獎最佳女主角奪獎片段＋電影片段混集） 1. 最後一次 2. Medley: 感情線上 / 終身美麗 / 玻璃鞋 / 回來我身邊 / 如果你有事 / 長恨歌 3. 我這樣活了一天 4. 唯獨你是不可取替 5. 世紀末煙花 （許志安鋼琴伴奏、合唱） 6. 交換溫柔 安可 1. 眉飛色舞/煞科 2. 不要驚動愛情（替換曲目） 4 3. 我們都是這樣長大的 4. 值得（替換曲目） 2 3 |

嘉賓環節：
- 5月9日：鄭秀文與胡定欣合唱《談情說愛》；胡定欣獨唱《衝動點唱》
- 5月10日：鄭秀文與林明禎合唱《親密關係》；林明禎獨唱《On Cloud Nine》
- 5月11日：鄭秀文與林愷鈴合唱《衝動點唱》；林愷鈴獨唱《我要我們在一起》
- 5月16日：鄭秀文與洪嘉豪合唱《不要驚動愛情》；洪嘉豪獨唱《黑玻璃》
- 5月17日：鄭秀文與王丹妮合唱《壞女孩》；王丹妮獨唱《理想對象》
- 5月18日：鄭秀文與吳雨霏合唱《愛是最大權利》；吳雨霏獨唱《我本人》
- 5月24日：鄭秀文與衛蘭合唱《親密關係》；衛蘭獨唱《The Best Version Of Me》
- 5月25日：鄭秀文與林保怡合唱《演員》；林保怡獨唱《Better Man》

備註：
- 5月10、11、16、17、18、24、25日：
  - 1《我們的主題曲》改為《出界》
- 5月10、16、17、18、24、25日：
  - 2《值得》改為《終身美麗》
- 5月11日：
  - 3《值得》後加唱《終身美麗》
- 5月16日：
  - 4 《不要驚動愛情》改為《值得》
- 5月16、17日：
  - 5 《愛是…》改為 featuring 24 Herbs
  - 6 MC仁沒有參與
- 5月18日：
  - 加唱第二安可《醫生與我（鋼琴伴奏幾句）》、《值得（鋼琴伴奏半首）》
- 5月25日：
  - 加唱第二安可《放不低》、《值得》
  - 第三安可為繞場一圈答謝歌迷，因音響設備已收起（約4分鐘）

## 影音系列
| CD、藍光版本 — Disc 1 | CD、藍光版本 — Disc 1                                      |
| 曲序                  | 曲目                                                       |
| --------------------- | ---------------------------------------------------------- |
| 1.                    | 朝聖                                                       |
| 2.                    | 發熱發亮                                                   |
| 3.                    | 我們的主題曲                                               |
| 4.                    | 禁果花                                                     |
| 5.                    | 同年同月同日生                                             |
| 6.                    | 心魔                                                       |
| 7.                    | Bang Bang                                                  |
| 8.                    | 小心女人                                                   |
| 9.                    | 一夜成名                                                   |
| 10.                   | 哭泣遊戲                                                   |
| 11.                   | 上一次流淚                                                 |
| 12.                   | 如何掉眼淚                                                 |
| 13.                   | 愛是…（鄭秀文 / JB / 廿四味）                              |
| 14.                   | 愛是… 2.0（鄭秀文 / 好青年荼毒室 / MATT FORCE）            |
| 15.                   | 罪與罰（鄭秀文 / 廿四味 / JB / 好青年荼毒室 / MATT FORCE） |
| 16.                   | 加爾各答的天使-德蘭修女                                    |
| 17.                   | Creo en Mi                                                 |
| 18.                   | 致我們的夢想                                               |
| 19.                   | 信者得愛（鄭秀文 / KALAI 家麗）                            |

| CD、藍光版本 — Disc 2 | CD、藍光版本 — Disc 2                    |
| 曲序                  | 曲目                                     |
| --------------------- | ---------------------------------------- |
| 1.                    | 不拖不欠（電影《百分百感覺１》主題曲）   |
| 2.                    | 最後一次（電影《愛你愛到殺死你》插曲）   |
| 3.                    | 為何又是這樣錯（電影《行運一條龍》插曲） |
| 4.                    | 感情線上（電影《孤男寡女》主題曲）       |
| 5.                    | 終身美麗（電影《瘦身男女》主題曲）       |
| 6.                    | 玻璃鞋（電影《嫁個有錢人》主題曲）       |
| 7.                    | 回來我身邊（電影《我左眼見到鬼》主題曲） |
| 8.                    | 如果你有事（電影《龍鳳鬥》主題曲）       |
| 9.                    | 長恨歌（電影《長恨歌》主題曲）           |
| 10.                   | Do Re Mi（電影《高海拔之戀 II》主題曲）  |
| 11.                   | 我這樣活了一天（電影《流水落花》主題曲） |
| 12.                   | 萬物有時                                 |
| 13.                   | 世紀末煙花（feat. 許志安）               |
| 14.                   | 交換溫柔                                 |
| 15.                   | 熱愛島                                   |
| 16.                   | 如果我們不再見                           |
| 17.                   | 千年如一日                               |
| 18.                   | 我們都是這樣長大的                       |
| 19.                   | 捨不得你                                 |

### 銷量榜成績
香港：

#### Sky Music天空銷量榜
- 日期 位置 歌手 專輯
- 05-05-2025 至 11-05-2025 1 鄭秀文 You & Mi 世界巡迴演唱會 (2BD+2CD) [2]
- 12-05-2025 至 18-05-2025 1 鄭秀文 You & Mi 世界巡迴演唱會 (2BD+2CD)[3]
- 19-05-2025 至 25-05-2025 1 鄭秀文 You & Mi 世界巡迴演唱會 (2BD+2CD)[4]
- 26-05-2025 至 01-06-2025 1 鄭秀文 You & Mi 世界巡迴演唱會 (2BD+2CD)[5]
- 02-06-2025 至 08-06-2025 2 鄭秀文 You & Mi 世界巡迴演唱會 (2BD+2CD)[6]
- 09-06-2025 至 15-06-2025 3 鄭秀文 You & Mi 世界巡迴演唱會 (2BD+2CD)[7]
- 16-06-2025 至 22-06-2025 3 鄭秀文 You & Mi 世界巡迴演唱會 (2BD+2CD)[8]
- 23-06-2025 至 29-06-2025 4 鄭秀文 You & Mi 世界巡迴演唱會 (2BD+2CD)[9]
- 30-06-2025 至 06-07-2025 4 鄭秀文 You & Mi 世界巡迴演唱會 (2BD+2CD)[10]
- 07-07-2025 至 13-07-2025 4 鄭秀文 You & Mi 世界巡迴演唱會 (2BD+2CD)[11]
- 14-07-2025 至 20-07-2025 5 鄭秀文 You & Mi 世界巡迴演唱會 (2BD+2CD)[12]
- 21-07-2025 至 27-07-2025 5 鄭秀文 You & Mi 世界巡迴演唱會 (2BD+2CD)[13]
- 28-07-2025 至 03-08-2025 9 鄭秀文 You & Mi 世界巡迴演唱會 (2BD+2CD)[14]

#### Echo CD Centre銷量榜
- 日期 位置 歌手 專輯
- 05-05-2025 至 11-05-2025 1 鄭秀文 You & Mi 世界巡迴演唱會 (2BD+2CD) [15]
- 12-05-2025 至 18-05-2025 1 鄭秀文 You & Mi 世界巡迴演唱會 (2BD+2CD)[16]
- 19-05-2025 至 25-05-2025 1 鄭秀文 You & Mi 世界巡迴演唱會 (2BD+2CD)[17]
- 26-05-2025 至 01-06-2025 2 鄭秀文 You & Mi 世界巡迴演唱會 (2BD+2CD)[18]
- 02-06-2025 至 08-06-2025 2 鄭秀文 You & Mi 世界巡迴演唱會 (2BD+2CD)[19]
- 09-06-2025 至 15-06-2025 5 鄭秀文 You & Mi 世界巡迴演唱會 (2BD+2CD)[20]
- 16-06-2025 至 22-06-2025 7 鄭秀文 You & Mi 世界巡迴演唱會 (2BD+2CD)[21]

#### CD Warehouse銷量榜
- 日期 位置 歌手 專輯
- 03 MAY 2025 至 10 MAY 2025 1 鄭秀文 You & Mi 世界巡迴演唱會 (2BD+2CD)[22]
- 10 MAY 2025 至 17 MAY 2025 1 鄭秀文 You & Mi 世界巡迴演唱會 (2BD+2CD)[23]
- 17 MAY 2025 至 24 MAY 2025 2 鄭秀文 You & Mi 世界巡迴演唱會 (2BD+2CD)[24]
- 24 MAY 2025 至 31 MAY 2025 1 鄭秀文 You & Mi 世界巡迴演唱會 (2BD+2CD)[25]
- 31 MAY 2025 至 07 JUN 2025 2 鄭秀文 You & Mi 世界巡迴演唱會 (2BD+2CD)[26]
- 07 JUN 2025 至 14 JUN 2025 2 鄭秀文 You & Mi 世界巡迴演唱會 (2BD+2CD)[27]
- 14 JUN 2025 至 21 JUN 2025 3 鄭秀文 You & Mi 世界巡迴演唱會 (2BD+2CD)[28]
- 21 JUN 2025 至 28 JUN 2025 7 鄭秀文 You & Mi 世界巡迴演唱會 (2BD+2CD)[29]
- 05 JUL 2025 至 12 JUL 2025 5 鄭秀文 You & Mi 世界巡迴演唱會 (2BD+2CD)[30]
- 12 JUL 2025 至 19 JUL 2025 4 鄭秀文 You & Mi 世界巡迴演唱會 (2BD+2CD)[31]
- 19 JUL 2025 至 26 JUL 2025 6 鄭秀文 You & Mi 世界巡迴演唱會 (2BD+2CD)[32]
- 26 JUL 2025 至 2 AUG 2025 7 鄭秀文 You & Mi 世界巡迴演唱會 (2BD+2CD)[33]
- 02 AUG 2025 至 09 AUG 2025 8 鄭秀文 You & Mi 世界巡迴演唱會 (2BD+2CD)[34]

## 附註
1. 1 2  原唱為Cher

## 演唱會紀念品
於演唱會場外，每日均設有攤位販售以下紀念品：